# Robert Guralnick
Robert Michael Guralnick (1 de julho de 1950) é um matemático estadunidense, professor de matemática da Universidade do Sul da Califórnia.
Guralnick foi eleito fellow da American Mathematical Society em 2012, e recebeu o Prêmio Cole de 2018.
Foi palestrante convidado do Congresso Internacional de Matemáticos em Seul (2014: Applications of the classification of finite simple groups).